# Piercia perizomoides
Piercia perizomoides là một loài bướm đêm trong họ Geometridae.